# Jardin d'Eden (Venise)
Pour les articles homonymes, voir Eden et Jardin d'Éden.
Le Jardin d'Eden (en anglais : Garden of Eden et italien : Giardino de Eden) est une villa vénitienne célèbre pour son parc. 
Située au 137-138 de la Fondamenta della Croce, sur l'île de la Giudecca, la propriété a longtemps appartenu au paysagiste Frederick Eden, qui l'a dessinée et lui a donné son nom à partir de 1884. Elle a ensuite été rachetée par la princesse Aspasia de Grèce et sa fille la reine Alexandra de Yougoslavie en 1927. Entre 1979 et 2000, le Jardin d'Eden a finalement appartenu au peintre autrichien Friedensreich Hundertwasser, qui le laisse délibérément reprendre un état sauvage, maitre de lui-même, avec le moins possible d’intervention humaine.

## Histoire
En 1884, le Britannique Frederick Eden (grand-oncle du Premier ministre britannique Anthony Eden) et sa femme Caroline (sœur de la célèbre paysagiste Gertrude Jekyll) achètent, sur l'île vénitienne de la Giudecca, un terrain de six acres. Ancienne dépendance du couvent des sœurs de Santa Croce, la propriété est, par la suite, agrandie de deux acres supplémentaires lorsque les autorités vénitiennes aménagent l'île pour l'élargir. Dans leur résidence, qui est désormais le plus vaste jardin privé de Venise, les Eden aménagent un jardin à l'anglaise agrémenté de statues, de roses et d'animaux. Symbole de la présence anglaise à Venise, le Jardin d'Eden accueille alors de nombreuses personnalités du monde des arts, parmi lesquelles Marcel Proust, Rainer Maria Rilke, Walter Sickert, Henry James, Eleonora Duse ou le baron Corvo.

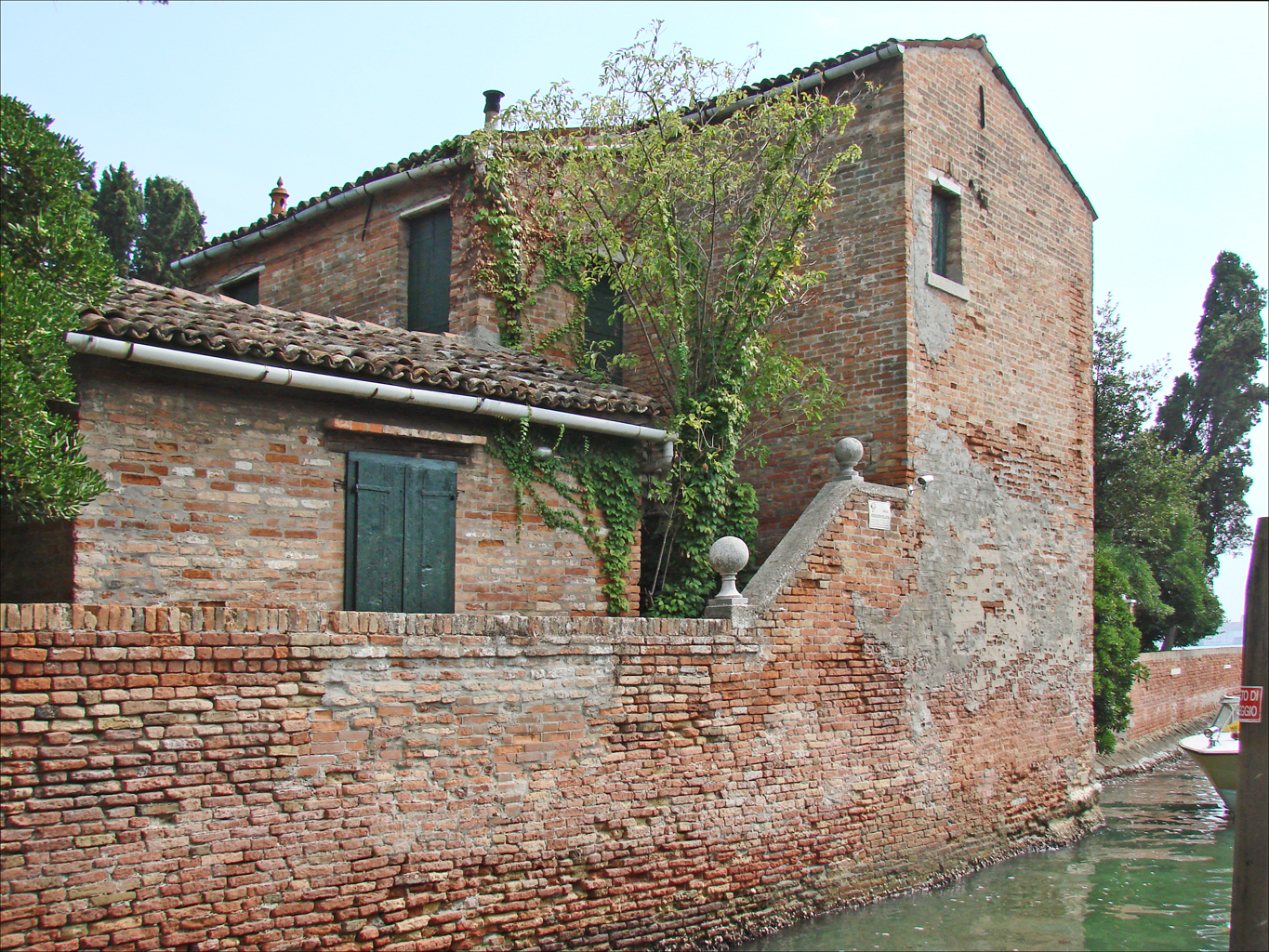
Le Jardin d'Eden en 2011.

Frederick Eden s'éteint en 1916 et son épouse Caroline lui survit jusqu'en 1928. Un an avant de mourir, celle-ci vend le Jardin d'Eden à la princesse Aspasia de Grèce (veuve du roi Alexandre Ier), qui acquiert la villa grâce au soutien financier de son ami sir James Horlick. La princesse réside ensuite dans la villa avec sa fille Alexandra jusqu'en 1940, date à laquelle éclate la guerre italo-grecque. Endommagée durant la Seconde Guerre mondiale, la villa est reconstruite par Aspasia une fois la paix revenue. Le Jardin d'Eden est classé, à cette époque, monumento nazionale (1945).
La princesse Aspasia termine ses jours dans la villa en 1972 et le Jardin d'Eden passe alors par héritage à sa fille, devenue en 1944 la reine Alexandra de Yougoslavie. Personnalité fragile, Alexandra fait plusieurs tentatives de suicide dans la résidence et finit par la revendre en 1979. Le nouvel acquéreur est le peintre autrichien Friedensreich Hundertwasser. Il laisse les jardins à l'abandon et la végétation s'y développe de manière incontrôlée. Depuis la mort d'Hundertwasser en 2000, l'identité du ou des nouveaux propriétaires de la villa est inconnue. D’après Jean-Paul Kauffmann, il s’agirait de la fondation Hundertwasser, dont le président est Joram Harel.

## Évocations
- Le Jardin d'Eden apparaît dans le roman de Gabriele D'Annunzio Il fuoco (Le Feu, 1900).
- Il est également évoqué par Jean Cocteau dans le poème « Souvenir d'un soir d'automne au jardin Eden » (1909).
- Le Jardin d'Eden a inspiré le parfum Un jardin sur la lagune d'Hermès (2019) créé par Christine Nagel[1].
- Le jardin est évoqué à plusieurs reprises par Jean-Paul Kauffmann dans son ouvrage « Venise à double tour » (2019).
- Le Jardin d'Eden fait l'objet d'un chapitre dans le roman L'Altana ou la vie vénitienne d'Henri de Régnier (1928).